# Världsmästerskapet i utomhushandboll för herrar 1963
Världsmästerskapet i utomhushandboll för herrar 1963 var det sjätte mästerskapet som spelades mellan den 3 juni och 9 juni 1963 i Schweiz arrangerat av IHF. Världsmästare blev Östtyskland som för första gången fick spela med ett eget lag i mästerskapet.
Åtta nationer deltog i mästerskapet: DDR (Östtyskland), BRD (Västtyskland), Israel, Nederländerna, Österrike, Polen, Schweiz och USA. Israel och USA var med för första gången och de var de enda utomeuropeiska nationerna som någonsin spelade i utomhusmästerskapen. Deras landslag bestod till största delen av tyska och österrikiska emigranter. Mästerskapet spelades med två grupper med fyra lag, alla mötte alla i gruppen. Slutspelet bestod av åtta matcher  för att bestämma placering 1 till åtta. De två gruppvinnarna spelade finalen, grupptvåorna spelade om bronset osv. Skyttekung blev Josef Steffelbauer, Österrike med 24 mål före Herbert Lübking (BRD) med 21 mål.

## Svårigheter med värdland
Det tyska handbollsförbundet (DHB) från Förbundsrepubliken Tyskland ville ursprungligen stå som värd för VM. Efter att Internationella handbollsförbundet hade erkänt det östtyska handbollsförbundet (DHV) i DDR som en sammanslutning av ett självständigt land vid IHF-kongressen 1962 i Madrid drog DHB tillbaka sitt åtagande i protest. DHB bad IHF att tilldela VM till ett grannland till Tyskland, uttryckligen till Nederländerna eller Schweiz. Den schweiziska handbollskommittén (HBA) hade inledningsvis inget intresse av att vara värd för VM, så Nederländernas Handbal Verbond övervägde att stå för arrangemanget.. Efter påtryckningar från de sydtyska föreningarna bestämde sig HBA i Schweiz för att stå som värd för VM. Den nederländska regeringen ville inte utfärda visum till det östtyska laget. Därför var deras ansökan inte längre godtagbar. Slutligen fick Schweiz i uppdrag att genomföra VM på IHF:s kongress i Madrid. 

## Förberedande gruppspel[4][5]

### Grupp A resultat
| 1 | Västtyskland  | - | USA           | 23-6  | i Schaffhausen |
| 2 | Schweiz       | - | Nederländerna | 22-14 | i St.Gallen    |
| 3 | Västyskland   | - | Nederländerna | 23-7  | i Zofingen     |
| 4 | Schweiz       | - | USA           | 17-4  | i Basel        |
| 5 | Västtyskland  | - | Schweiz       | 20-13 | i Winterthur   |
| 6 | Nederländerna | - | USA           | 11-5  | i Biel/ Bienne |

| Grupp A tabell | Grupp A tabell | Grupp A tabell | Grupp A tabell |
| Placering      | Land           | Mål            | Poäng          |
| -------------- | -------------- | -------------- | -------------- |
| 1              | Västtyskland   | 66-26          | 6              |
| 2              | Schweiz        | 52:38          | 4              |
| 3              | Nederländerna  | 32:50          | 2              |
| 4              | USA            | 15:51          | 0              |

### Grupp B resultat
| 7  | Östtyskland | - | Israel    | 21-5  | i Bern      |
| 8  | Polen       | - | Österrike | 18-18 | i St.Gallen |
| 9  | Östtyskland | - | Polen     | 11-7  | i Baden     |
| 10 | Österrike   | - | Israel    | 15-12 | i Luzern    |
| 11 | Östtyskland | - | Österrike | 25-16 | i Aarau     |
| 12 | Polen       | - | Israel    | 20-4  | i Burgsdorf |

| Grupp B Tabell | Grupp B Tabell | Grupp B Tabell | Grupp B Tabell |
| Placering      | Land           | Mål            | Poäng          |
| -------------- | -------------- | -------------- | -------------- |
| 1              | Östtyskland    | 57-28          | 6              |
| 2              | Polen          | 45-33          | 3              |
| 3              | Österrike      | 49-55          | 3              |
| 4              | Israel         | 21-56          | 0              |

## Slutspelsmatcher
| 13 | 7 / 8: Israel      | - | USA           | 16-5  | i Basel |
| 14 | 5 / 6: Österrike   | - | Nederländerna | 22-19 | i Bern  |
| 15 | 3 / 4: Schweiz     | - | Polen         | 10-6  | i Bern  |
| 16 | 1 / 2: Östtyskland | - | Västtyskland  | 14-7  | i Basel |

## VM placeringar
| Rang | Land          |
| ---- | ------------- |
| 1    | Östtyskland   |
| 2    | Västtyskland  |
| 3    | Schweiz       |
| 4    | Polen         |
| 5    | Österrike     |
| 6    | Nederländerna |
| 7    | Israel        |
| 8    | USA           |

## Slutspel
Östtyskland ledde med 3-0 efter bara sex minuter. Lübking tog sitt Västtyskland till 2-3 men det rubbade ínte Östtyskland ur konceptet. De fortsatte spela ett säkert försvar med kombinerat man-man och zonförsvar, och målvakten Klaus Prüsse räddade flera målchanser för västtyskarna. Det västtyska laget blev allt osäkrare. Deras anfallsspel  stoppades redan 20 till 25 meter framför mål och deras speltempo sänktes. Östtysklands överlägsenhet blev tydligare och tydligare, och  efter 20 minuter ledde de med 6–2. De klarade en femminutersutvisning av sin försvarare Rudi Hirsch och utökade ledningen till 9:2 fram till halvtidspausen. I den andra halvleken bytte Västtysklands tränare Werner Vick målvakt och satsade på man-man spel. Ett litet ögonblick tändes ett hopp då Västtyskland reducerade till 4-10. Men sedan vände den unge östtyska spelaren Klaus Müller matchen med flera briljanta prestationer, och Östtyskarna drog ifrån till 13-4.  När Prüsse tog ett andra straffkast vid ställningen 13-6 bröt motståndet från Västyskland samman.

## Östtysklands världsmästare 1963
Klaus Prüsse målvakt, klubb SC Empor Rostock (2 matcher/0 mål), Hans-Dieter Weide klubb SC Leipzig (3 matcher/0mål) , Dieter Bernhardt klubb SC Aufbau Magdeburg (4 matcher/0 mål, Hans Haberhauffe klubb ASK Vorwärts Berlin (4 matcher/17 mål), Klaus Hebler klubb ASK Vorwärts Berlin (3 matcher /8 mål), Rudi Hirsch klubb SC Dynamo Berlin (4 matcher/6mål), Peter Kretzschmar  klubb SC Leipzig (4 matcher/7 mål), Klaus Langhoff klubb SC Dynamo Berlin (4 matcher/1 mål, Herbert Liedtke klubb ASK Vorwärts Berlin ( 4 matcher/0 mål), Klaus-Dieter Matz klubb SC Dynamo Berlin (4 matcher/12 mål),  Klaus Müller klubb ASK Vorwärts Berlin (3 matcher/10 mål, Waldemar Pappusch klubb ASK Vorwärts Berlin  (4 matcher/4 mål), Klaus Petzold klubb SC Dynamo Berlin (2 matcher/0 mål, Werner Senger klubb SC Dynamo Berlin (1 match/2 mål), Paul Tiedemann klubb SC DHfK Leipzig (2 matcher/4 mål, Siegfried Warm klubb SC DHfK Leipzig (4 matcher/0mål)– Tränare: Heinz Seiler och Herbert Dittrich